# Руси Коджаманов
Руси Стоев Коджаманов е български композитор, хоров диригент, музикален фолклорист и педагог.

## Биография
Роден е на 16 април 1866 година в търговищкото село Вардун, Ескиджумайско. Възпитаник е на шуменското педагогическо училище. От 1884 до 1886 година учителства във Видин, където ръководи ученически хор. От 1887 до 1891 година преподава в Русе. От 1891 година е редовен гимназиален учител по пеене. От същата година преподава в габровската Априловска гимназия. През 1894 година се установява за постоянно във Видин, където преподава до 1926 година и живее до края на живота си.
През 1894 година основава първия български смесен църковен хор. По образец на този хор са основани други такива музикални състави в различни населени места из страната.
Автор е на статии на музикална тема. Той е сред първите събирачи на български народни песни от края на 19 век. Те са публикувани в „Сборник за народни умотворения, наука и книжнина“. Друга част от събраните от него народни обичаи и песни са публикувани в сборника „Нови песни за вечеринки и утра“ и във вестника „Музикален живот“. Събира народни песни от областите на Видин, Габрово, Омуртаг, Русе, Търговище, Шумен и Западна България.
Като композитор създава около 80 детски песни. Негово дело са църковни песнопения, хорови китки и маршове, както и различни песни по народни мелодии или други източници.
Умира на 1 октомври 1933 година.